# Atherigona tritici
Atherigona tritici är en tvåvingeart som beskrevs av Adrian C. Pont och Deeming 2001. Atherigona tritici ingår i släktet Atherigona och familjen husflugor.
Artens utbredningsområde är Egypten. Inga underarter finns listade i Catalogue of Life.